# Alois Epple
Alois Epple (* 1950 in Türkheim, Unterallgäu) ist ein deutscher Lehrer und Heimatkundler.

## Biografie
Epple studierte Geografie und Mathematik und war als Lehrer am Ignaz-Kögler-Gymnasium in Landsberg am Lech tätig, zuletzt als Oberstudienrat. Einer seiner Schüler war Julian Nagelsmann.
1980 wurde er am Lehrstuhl für Physische Geographie der Universität Augsburg mit der  Dissertation Witterungsklimatologische Abhängigkeiten der Abtragungsvorgänge im Hörnle-Aufacker-Gebiet (Ammergauer Alpen) promoviert. Er ist Musiker (Kontrabass, Orgel, Klavier) und Hobbymaler.
In seinen Schriften, die zumeist im Selbstverlag erscheinen, widmet sich Epple seit den 1980er Jahren der Geschichte seiner Heimatstadt Türkheim und des Umlandes sowie Bad Wörishofen. Über Johann Georg Bergmüller, Johann Schmuzer und Bonifaz Reile verfasste er Biografien. Weitere Veröffentlichungen thematisieren Weihnachtskrippen und Fastenkrippen.
Epple erhielt 2022 die Verdienstmedaille der Stadt Bad Wörishofen.

## Werke (Auswahl)
- Die Freude, ein Schwabe zu sein: Gedichte aus bayerisch-schwäbischem Blickwinkel. Selbstverlag, Kempten 1977.
- Krippenszenen: Schwäbische Weihnachtsgedichte. Selbstverlag, Kempten 1978.
- Witterungsklimatologische Abhängigkeiten der Abtragungsvorgänge im Hörnle-Aufacker-Gebiet (Ammergauer Alpen). (= Augsburger geographische Hefte. Heft Nr. 2). Augsburg 1981. (Dissertation) ISBN 978-3-922481-01-0
- 500 [Fünfhundert] Jahre Pfarrkirche Türkheim. Selbstverlag, Türkheim 1984.
- Dominikus Zimmermann (1685–1766). Schnell & Steiner, München und Zürich 1985. ISBN 978-3-7954-0631-8
- Johann Georg Bergmüller (1688–1762). Konrad, Weißenhorn 1988. ISBN 978-3-87437-268-8
- mit Patricia Hintner: Festschrift 900 Jahre Türkheim. Marktgemeinde Türkheim, 1990.
- Die Geschichte von Türkheim. 4 Bände. Selbstverlag, Türkheim 1990–2010.
  - Vor-, Frühgeschichte und Mittelalter in Türkheim. 2010. ISBN 978-3-932974-28-1
  - Türkheim in der Barockzeit. 2000. ISBN 978-3-932974-03-8
  - Türkheim im 19. Jahrhundert. 2008. ISBN 978-3-932974-21-2
  - Türkheim in unserem Jahrhundert. 1990.
    - Neuauflage als Türkheim im 20. Jahrhundert. 2005. ISBN 978-3-932974-13-7
- Mariä Himmelfahrt und St. Stephan, Buchloe. Schnell & Steiner, Regensburg 1997. ISBN 978-3-7954-6033-4
- mit Robert Joder: Kleines Schloß Türkheim. Kunstverlag Fink, Lindenberg 1998.
- Johann Georg Bergmüller. Selbstverlag, Türkheim 2001. ISBN 978-3-932974-05-2
- Die Loretokapelle in Türkheim. Selbstverlag, Türkheim 2002. ISBN 978-3-932974-05-2
- Die Bruderschaften in Türkheim. Selbstverlag, Türkheim 2002. ISBN 978-3-932974-07-6
- Die Kober: Schwäbische Maler im 19. Jahrhundert. 2. Auflage. Selbstverlag, Türkheim 2003. ISBN 978-3-932974-10-6
- Die Kirche in Beuern. Selbstverlag, Türkheim 2004. ISBN 978-3-932974-12-0
- 'mit Hermann Wiedmann: Auf den Spuren der Fass- und Kunstmaler Joseph und Karl Frey vom Lechrain. Gedenkschrift zum 170. Geburtstag von Karl Frey. Selbstverlag, Türkheim und Egling 2006. ISBN 978-3-932974-15-1
- KZ Türkheim: Das Dachauer Außenlager Kaufering VI. Lorbeer-Verlag, Bielefeld 2009. ISBN 978-3-938969-07-6
- Die Jahreskrippe in der Kapuzinerkirche in Türkheim. 2 Bände. Selbstverlag, Türkheim 2009–2016. ISBN 978-3-932974-26-7 und ISBN 3-932974-56-5
- Die Pfarrkirche Mariä Himmelfahrt in Türkheim. 5 Bände. Selbstverlag, Türkheim 2012–2013.
  - Umbau-, Renovierungs- und Ausstattungsgeschichte. 2012. ISBN 978-3-932974-34-2
    - 2., erweiterte Auflage. 2013. ISBN 978-3-932974-38-0

  - Heilige Gräber. 2013. ISBN 978-3-932974-39-7
  - Krippe. 2013. ISBN 978-3-932974-41-0
  - Ölberg. 2013. ISBN 978-3-932974-40-3
  - Edelknaben. 2013. ISBN 978-3-932974-36-6
- Die Leonhardkapelle in Türkheim. Selbstvergalg, Türkheim 2015. ISBN 978-3-932974-49-6
- Johann Schmuzer: Baumeister und Stuckator. Books on Demand, Norderstedt 2016. ISBN  978-3-7412-6171-8
- Die Kirchenmusik an der Pfarrkirche in Türkheim. Books on Demand, Norderstedt 2016. ISBN  978-3-7412-7398-8
- Das Leben und Sterben des heiligen Aloysius. Bernardus-Verlag, Aachen 2016. ISBN 978-3-8107-0252-4
- Co-Autor von: Gerhard Stumpf (Hrsg.): Maria, Jungfrau und Gottesmutter: Ihre Bedeutung für die Kirche und die Menschheit. Initiativkreis Katholischer Laien und Priester in der Diözese Augsburg, Landsberg 208. ISBN 978-3-9814138-6-1
- Co-Autor von: August Filser (Hrsg.): Geschichte von Wörishofen und der eingemeindeten Dörfer Dorschhausen, Kirchdorf, Schlingen und Stockheim. Likias, Friedberg 2018. ISBN 978-3-9817006-9-5
- mit Felix Löcherer: Die Stiller: Eine schwäbisches Baumeister- und Stuckatorenfamilie aus Wessobrunn. Books on Demand, Norderstedt 2020. ISBN  978-3-7526-0771-0
- Bibliographie von Ludwig Aurbacher. Books on Demand, Norderstedt 2020. ISBN 978-3-7526-0364-4
- Sebastian Kneipp: Vorträge zum 200. Geburtsjahr. Books on Demand, Norderstedt 2021. ISBN 978-3-7534-0287-1
- Amberg: Anmerkungen zur Geschichte eines schwäbischen Dorfes. Books on Demand, Norderstedt 2022. ISBN 978-3-7557-2979-2
- mit Michael Scharpf: Bonifaz Reile: Mitarbeiter und Nachfolger von Sebastian Kneipp. 3. Auflage. Books on Demand, Norderstedt 2022. ISBN 978-3-7543-5930-3
- Beiträge zur Geschichte von Türkheim unter besonderer Berücksichtigung der Barockzeit. Books on Demand, Norderstedt 2023. ISBN 978-3-7392-0460-4
- mit Michael Scharpf und Werner Büchele: Mathias Merkle und Alois Stückle: Priesterliche Freunde von Sebastian Kneipp. Books on Demand, Norderstedt 2023. ISBN 978-3-7528-5007-9

## Links
- Werke von und über Alois Epple in der Deutschen Digitalen Bibliothek